# Atlas linguistique roman
Pour les articles homonymes, voir ALiR.
L’Atlas linguistique roman (ALiR en sigle) est un projet d’atlas linguistique créé en 1987. Le premier volume (constitué de 2 tomes + des cartes) a été publié en 1996, et le volume 2a (1 tome + des cartes) en 2001.